# Fernando Henrique Cardoso
Fernando Henrique Cardoso (Rio de Janeiro, 18 giugno 1931) è un politico brasiliano, fondatore e membro del partito di centro destra del PSDB.
È stato Presidente del Brasile per due mandati consecutivi, dal 1º gennaio 1995 al 1º gennaio 2003.

## Biografia
Laureato in Sociologia, docente universitario di Sociologia e Scienza politica, aderì al Movimento Democratico Brasiliano (dal 1980 Partito del Movimento Democratico Brasiliano), che rappresentò nel Senato Federale e all'Assemblea Costituente (1983-1988), poi fondò il Partito della Social Democrazia Brasiliana (Partido da Social Democracia Brasileira, PSDB), di cui fu capogruppo al Senato (1988-1992). Ministro degli Esteri, poi delle Finanze col presidente Itamar Franco (1992-1994), fu eletto presidente della Repubblica come candidato di una coalizione di centro (PSDB, PFL e PTB), contrapposto a Luiz Inácio Lula da Silva, a capo del Partido dos Trabalhadores (PT).
Una legge introdotta nel 2000 afferma che "presentare un bambino o un adolescente a scopo di prostituzione o sfruttamento sessuale è punito con una multa e la reclusione da 4 a 10 anni.
Autore di un piano volto a ridurre il ruolo dello stato nell'economia, riuscì a frenare l'iperinflazione introducendo una nuova moneta (il real). Nel 1997 emendò la Costituzione (che non permetteva la rielezione del presidente) per essere riconfermato in carica l'anno dopo, dando però così al paese un lungo periodo di stabilità politica, che favorì la faticosa, seppur marginale, ripresa dell'economia dopo la crisi del 1998. Fu rieletto nello stesso anno proponendo misure economiche come la riforma fiscale e i tagli alla spesa pubblica, ma nel 1999 il paese riprecipitò nella recessione. Le drastiche misure suggerite dal Fondo Monetario Internazionale (austerità, vastissimo programma di privatizzazioni, contrazione di nuovi prestiti per 41,5 miliardi di dollari), accettate e applicate integralmente dal governo Cardoso, portarono al Brasile scarsi vantaggi: il debito estero raggiunse nel 1998 i 215 miliardi di dollari, mentre aumentarono sempre più le tensioni sociali dovute alle enormi disuguaglianze nella distribuzione della ricchezza.
Per risolvere il problema della distribuzione delle terre coltivabili (detenute per la maggior parte da grandi latifondi, ottenuti più o meno legalmente, e poco sfruttati), varò anche una riforma agraria, applicata però così lentamente da spingere i contadini poveri esasperati, uniti nel Movimento Sem Terra (MST), ad occupare direttamente le terre dei latifondi incolti.
Non si ricandida alle elezioni del 2002, e sostiene la candidatura di José Serra, sconfitto da Lula.
In occasione del secondo turno delle elezioni del 2022, dichiara il suo supporto alla candidatura di Lula contro Jair Bolsonaro, affermando di votare "per una storia di democrazia politica e di inclusione sociale".

## Onorificenze

### Onorificenze brasiliane
Personalmente è stato insignito del titolo di: